# Veigy-Foncenex
Veigy-Foncenex è un comune francese di 4 012 abitanti situato nel dipartimento dell'Alta Savoia della regione dell'Alvernia-Rodano-Alpi.

## Storia

### Simboli
Lo stemma comunale riprende il blasone della famiglia de Veigy.

## Società

### Evoluzione demografica
Abitanti censiti

## Amministrazione

### Gemellaggi
- Vaiano Cremasco